# Marion Brunet
Pour les articles homonymes, voir Brunet.
Marion Brunet, née en 1976 dans le Vaucluse, est une auteure de roman policier et de littérature d'enfance et de jeunesse française.

## Biographie
Marion Brunet naît en 1976, ses parents sont éducateurs spécialisés. Après des études de lettres,  elle travaille pendant plusieurs années comme éducatrice spécialisée en foyer d’accueil pour enfants avant d’exercer en hôpital de jour pour les adolescents.
En 2013, elle publie son premier roman, Frangine, roman destiné aux adolescents, sur le thème de la PMA et de l'homophobie. Les suivants décrivent aussi sans tabou des adolescents confrontés à des problématiques sociales. Ils sont publiés aux éditions Sarbacane.
En 2018, paraît L'Été circulaire avec lequel elle est lauréate du grand prix de littérature policière 2018. Ce roman est également le Choix des libraires en 2019. C'est à la fois un roman noir et un roman social, dont la thématique, celle des enfants des classes populaires actuelles laissées pour compte, se rapproche de celle développée dans Leurs enfants après eux, de Nicolas Mathieu, prix Goncourt 2018,,. 
Selon Libération, sur ses thèmes et son écriture : « Les gens en galère, Marion Brunet connaît bien. [...] Elle n’a pas son pareil pour écrire la colère, la peur du déclassement ou celle de la résignation ».
Son roman Sans foi ni loi, paru en 2019, revisite les codes du western autour d'un personnage de femme hors-la-loi. Il obtient la Pépite d'or 2019 du salon du livre et de la presse jeunesse de Montreuil.
En 2020 sort Vanda, roman noir et social, toujours chez Albin Michel. Au centre du récit, une femme seule et précaire vit dans un cabanon au bord de la mer avec son fils de six ans. 
En 2021, elle signe Plein gris, un thriller à bord d'un voilier en haute mer.
Son roman pour adolescents Ilos, premier tome d'une trilogie, paraît en 2024. L'action se situe dans un futur proche,  en 2052, à Marseille. Selon Télérama : « Alors que les eaux recouvrent une partie de la ville et que règnent les inégalités sociales, un adolescent fouille les maisons immergées pour y trouver de quoi survivre. Un thriller haletant et une saisissante dystopie ».
En 2024 également est publié le roman Nos armes, dont l'action se situe dans les années 1990. Pour Libération, l'ouvrage « est une très belle histoire d’amour entre deux jeunes femmes pleine d’idéaux et prêtes à se battre pour mettre à bas patriarcat et capitalisme ».
En 2025, elle est la lauréate du prestigieux prix suédois de la littérature jeunesse, le prix commémoratif Astrid-Lindgren.

## Œuvre
- Frangine, Éditions Sarbacane, coll. « Exprim' » (2013)  (ISBN 978-2-84865-597-0) - J'ai lu (2020)  (ISBN 978-2-290-21221-9)
- La Gueule du loup, Éditions Sarbacane, coll. « Exprim' » (2014)  (ISBN 978-2-84865-709-7)
- L'Ogre au pull vert moutarde, Éditions Sarbacane, coll. « Pépix » (2014)  (ISBN 978-2-84865-683-0)
- L'Ogre au pull rose griotte, Éditions Sarbacane, coll. « Pépix » (2015)  (ISBN 978-2-84865-767-7)
- Dans le désordre, Éditions Sarbacane, coll. « Exprim' » (2016)  (ISBN 978-2-84865-820-9) - Points (2019) (ISBN 978-2-7578-7366-3)
- L'Ogre à poil(s), Éditions Sarbacane, coll. « Pépix » (2016)  (ISBN 978-2-84865-871-1)
- L'Été circulaire, Éditions Albin Michel (2018)  (ISBN 978-2-226-39891-8) - Le Livre de Poche (2019) (ISBN 978-2-253-25977-0)
- Sans foi ni loi, PKJ (2019)  (ISBN 978-2-266-29419-5)
- Vanda, Albin Michel (2020)  (ISBN 978-2-226-44957-3) - Le Livre de Poche (2021)  (ISBN 978-2-253-90446-5)
- Plein gris, PKJ (2021)  (ISBN 978-2-266-30570-9)
- Katja, Atelier IN8 (2021)  (ISBN 978-2-362-24128-4)
- Ce qu'elles ne savaient pas, Le Livre de poche (2022)  (ISBN 978-2-253-24253-6)
- Nos armes, Albin Michel, 2024, 374 p. (ISBN 978-2-2264-7100-0)
- Trilogie

1. Ilos[9], Pocket jeunesse-PKJ, 2024

## Prix et distinctions
- Prix A-Fictionados 2014 pour Frangine[11]
- Prix Ados en colère 2015 pour Frangine[12]
- Prix UNICEF de littérature jeunesse (15-18 ans) 2017 pour Frangine[13]
- Prix Libr'à nous roman ado 2017 pour Dans le désordre[14]
- Grand prix de littérature policière 2018 pour L'Été circulaire [4]
- Prix des lecteurs du Livre de Poche / Choix des libraires 2019 catégorie polar pour L'Été circulaire [5]
- Pépite d'Or 2019 du Salon du livre et de la presse jeunesse de Montreuil, pour Sans foi ni loi[15].
- Prix SNCF du polar 2019 pour L'Été circulaire[16]
- Prix Real 2022[17] pour Plein gris
- Prix Livrentête 2022[18] pour Plein gris
- Prix des dévoreurs de livres 2022[19] pour Plein gris
- Prix littéraire du Barreau de Marseille 2024 pour Nos armes[20]
- Prix commémoratif Astrid-Lindgren 2025[10]